# Bankdrukken op de Paralympische Zomerspelen 1996
Op de Xe Paralympische Spelen die in 1996 werden gehouden in het Amerikaanse Atlanta was bankdrukken een van de 19 sporten die werd beoefend.

## Evenementen
Er stonden tien evenementen op het programma, 
- tot 48 kg
- tot 52 kg
- tot 56 kg
- tot 60 kg
- tot 67.5 kg
- tot 75 kg
- tot 82.5 kg
- tot 90 kg
- tot 100 kg
- over 100 kg

## Mannen
| Klasse      | gewicht | land | Goud                | land | Zilver             | land | Brons              |
| ----------- | ------- | ---- | ------------------- | ---- | ------------------ | ---- | ------------------ |
| tot 48 kg   | 166     | KOR  | Jung Yong Kwak      | NGR  | Abraham Obaretin   | GBR  | Anthony Peddle     |
| tot 52 kg   | 177.5   | KOR  | Keum Jong Jung      | CHN  | Jian Wang          | NGR  | Johnson Sulola     |
| tot 56 kg   | 182.5   | EGY  | Gomma G. Ahmed      | IRI  | Ferydon Karimipour | KOR  | Sang Jin Yoon      |
| tot 60 kg   | 195     | NGR  | Monday Emoghavwe    | EGY  | Metwaly Mathna     | IRI  | Allahbakhsh Akbari |
| tot 67.5 kg | 195     | CHN  | Hai Dong Zhang      | EGY  | Emadeldin Mohamed  | IRI  | Siavoshani Zeynal  |
| tot 75 kg   | 207.5   | POL  | Ryszard Fornalczyk  | KOR  | Jong Park          | EGY  | Abd Elmonem Farag  |
| tot 82.5 kg | 205     | GER  | Bernd Vogel         | EGY  | Mostafa Hamed      | CHN  | Jiahua Zhou        |
| tot 90 kg   | 222.5   | POL  | Ryszard Tomaszewski | AUS  | Brian McNicholl    | NOR  | Frank Gyland       |
| tot 100 kg  | 232.5   | CHN  | Zhiqiang Luo        | EGY  | Sherif Bakr        | NGR  | Patrick Akutaekwe  |
| over 100 kg | 237.5   | USA  | Kim Brownfield      | POL  | Leszek Hallmann    | USA  | Pernell Cooper     |

Atletiek · Bankdrukken · Basketbal · Boogschieten · Boccia · CP-voetbal · Goalball · Judo · Koersbal · Paardensport · Schermen · Schietsport · Tafeltennis · Tennis · Volleybal · Wielersport · Zeilen · Zwemmen
New York & Stoke Mandeville 1984 ·
Seoel 1988 ·
Barcelona 1992 ·
Atlanta 1996 ·
Sydney 2000 ·
Athene 2004 ·
Peking 2008 ·
Londen 2012 ·
Rio de Janeiro 2016 ·
Tokio 2020 ·
Parijs 2024 ·
Los Angeles 2028